# Fernfachhochschule Schweiz
Die Fernfachhochschule Schweiz (FFHS) mit Sitz in Brig wurde 1998 gegründet und ist eine eidgenössisch anerkannte Fachhochschule. Sie bietet berufsbegleitende Bachelor- und Master-Studiengänge sowie Weiterbildungen in den Bereichen Wirtschaft/Management, Informatik/E-Business, Technik/Engineering, Recht, Psychologie, Gesundheit und Didaktik/E-Learning an.

## Hochschule
Mit Genehmigung des Bundesrates zur Errichtung und Führung einer Teilschule einer schweizerischen Fachhochschule wurde die Hochschule am 2. März 1998 gegründet. Kurz darauf erfolgte die Anerkennung durch den Kanton Wallis und der Start der ersten Diplom- und Nachdiplomstudiengänge, die 2003 durch die Eidgenössische Fachhochschulkommission Anerkennung fanden.
Die FFHS ist seit dem 24. September 2004 eine vom Bundesrat genehmigte Teilschule der Fachhochschule Südschweiz (Scuola universitaria professionale della Svizzera italiana, SUPSI). Die FFHS agiert weitestgehend unabhängig und unterhält neben ihrem Hauptsitz in Brig Standorte in Basel, Bern und Zürich. 2013 erfolgte die Transformation des Vereins Fernfachhochschule Schweiz in die Stiftung Fernfachhochschule Schweiz.
Seit 2017 führt die FFHS einen UNESCO-Lehrstuhl für personalisiertes und adaptives Fernstudium.
2021 erfolgte die institutionelle Akkreditierung sowie der Bezug des neuen Campus Gleisarena Zürich direkt am Zürich Hauptbahnhof.

## Bildungsangebot
Das Bildungsangebot umfasst folgende berufsbegleitenden Studiengänge:

### Bachelor of Science (BSc)
- BSc in Informatik
- BSc in Cyber Security
- BSc in Betriebsökonomie
- BSc in Betriebsökonomie Sportmanagement
- BSc in Wirtschaftsinformatik
- BSc in Wirtschaftsingenieurwesen
- BSc in Ernährung und Diätetik
- BSc in Ernährung und Gesundheit
- BSc in Game and VR Development

### Master of Science (MSc)
- MSc in Business Administration
- MSc in Wirtschaftsinformatik

### Master of Advanced Studies (MAS)
- MAS Arbeit 4.0
- MAS Business Law
- MAS Business- and IT-Consulting
- MAS Data Science
- MAS Digital Education
- MAS Gesundheitsförderung
- MAS Industrie 4.0
- MAS Web for Business
- MAS Wirtschaftspsychologie

Als erste Fachhochschule der Schweiz bietet die FFHS seit Herbst 2015 das Praxisintegrierte Bachelor-Studium (PiBS) in Informatik an, das Berufspraxis im Unternehmen mit einem anerkannten Bachelorstudium verzahnt.

## Vermittlung der Lerninhalte
Die FFHS arbeitet mit der Methode des Fernstudiums und hat im Jahre 2000 beschlossen, ein Blended-Learning-Konzept umzusetzen: Im Rahmen der strukturierten und weitgehend geführten Selbstlernphase, die je nach Studiengang etwa 80 % des gesamten Studiums ausmacht, erwerben sich die Studierenden nach eigenem Rhythmus Fach- und Methodenkompetenz. Durch diesen hohen Selbststudienanteil soll die Selbstkompetenz gefördert werden.

### Selbststudium
Im Selbststudium erarbeiten Studierende gemäss vorgegebenem Lernplan ihre Etappenziele selbstständig auf der Online-Lernplattform Moodle. Dabei bleiben sie mit ihren Dozierenden und Mitstudierenden virtuell verbunden und erhalten Antworten auf offene Fragen. Verschiedene Formen von E-Learning-Technologien wie Online-Tests, Foren oder Einsatz von Multimedia erleichtern das effiziente Erarbeiten bis zum nächsten Treffen mit der Klasse.

### Präsenzunterricht
An durchschnittlich zwei Samstagen pro Monat treffen sich die Studierenden je nach Wohnort im Campus Zürich, Bern, Basel oder Brig zum Präsenzunterricht. Immer mehr Studiengänge bieten auch Onlineklassen an, in denen sie sich im virtuellen Unterrichtsraum austauschen können. In kleinen Lerngruppen wird das im Alleingang erworbene Wissen und Können unter Anleitung der Dozierenden vertieft und konkret angewendet. Es werden gemeinsam praxisorientierte Fallstudien gelöst sowie Planspiele und handlungsorientierte Trainings durchgeführt. In Präsentationen, Diskussionen und Rollenspielen wird die Sozialkompetenz trainiert.